# RADARTS (Réseau atlantique de diffusion des arts de la scène)
RADARTS (Réseau atlantique de diffusion des arts de la scène) est un organisme sans but lucratif basé à Tracadie au Nouveau-Brunswick, consacré à la promotion et à la diffusion des arts de la scène d'expression française. Fondé en 2001, RADARTS vise à rendre accessible une plus grande diversité de spectacles professionnels dans les communautés acadiennes et francophones de la région. Le réseau réunit 40 membres diffuseurs à travers les provinces atlantiques du Canada.

## Historique
Fondé en novembre 2001, RADARTS inc. est un organisme sans but lucratif qui joue un rôle clé dans la diffusion des arts de la scène d’expression française au Canada atlantique. Le réseau a été fondé avec l'objectif de soutenir, promouvoir et développer la diffusion des arts de la scène en Acadie, notamment grâce à la FrancoFête en Acadie, une plateforme de vitrine et de réseautage pour les artistes et diffuseurs francophones, qui est organisé par RADARTS depuis 2001. Ces échanges permettent l'encadrement de tournées entre les artistes et les diffuseurs des provinces atlantiques pour favoriser le rayonnement des artistes et des productions artistiques francophones. Dès leur première année de tournée, RADARTS a créé une base de 30 diffuseurs francophones à travers l’Atlantique avec l’objectif de promouvoir les spectacles d’été, les festivals, les spectacles jeune-public et les activités scolaires.
En 2002, un partenariat a été établi entre RIDEAU (Réseau indépendant des diffuseurs d’événements artistiques unis) et RADARTS dans le cadre du programme Soutien au développement des communautés. Le partenariat a permis de tirer l'expertise de RIDEAU, développée sur 25 ans, notamment dans la formation des diffuseurs et la création d'une base de données en ligne. Le projet a permis à RADARTS de renforcer les échanges et la collaboration avec les réseaux francophones de diffusion au Québec, au Canada et dans la Francophonie.
Le 13 juin 2016, la Commission permanente de concertation entre l’Acadie et le Québec a décerné le Prix Acadie-Québec 2016 à RADARTS et Les Arts et la Ville, conjointement avec la municipalité de Dieppe et l’Association acadienne des artistes professionnel.le.s du Nouveau-Brunswick. Le prix reconnaît l'apport significatif de ces organismes dans le renforcement des relations entre l’Acadie et le Québec par leurs échanges et partenariats dans le domaine des arts de la scène.
En 2017, RADARTS lance l'initiative Flash Culture, un projet permettant à des élèves d’écoles secondaires francophones de l’Atlantique de participer à la Francofête en Acadie. Par la participation aux vitrines d’artistes, l'initiative permet aux élèves de recommander des spectacles pour leurs écoles et de suivre des ateliers sur les métiers des arts, favorisant leur intérêt pour la scène et le secteur culturel.
La pandémie de COVID-19 a imposé une restructuration des programmes culturels de RADARTS, dont la FrancoFête en Acadie, afin de respecter les restrictions sanitaires. L'édition 2020 de la FrancoFête en Acadie offrait une formule de spectacles préenregistrés et des vitrines virtuelles, et une formule hybride pour l'édition 2021. Avec la réouverture des salles en 2022, RADARTS s'est concentré sur la promotion du retour des arts sur scène avec l'objectif de regagner la confiance des publics et de les réengager dans les activités culturelles.
Le 22 juin 2023, l’alliance des trois réseaux de diffusion, RADARTS, le Réseau Ontario et le Réseau des grands espaces, a lancé un portail numérique commun sous le nom de Scènes francophones. Le portail permet d’unifier les ressources des trois réseaux, offrant aux diffuseurs et artistes un accès centralisé à des outils numériques spécialisés pour le travail, l'information, la formation, et la promotion. Scènes francophones facilite le réseautage et la visibilité des artistes et des activités de diffusion au sein des communautés francophones du Canada, optimisant ainsi l'ensemble de l'industrie des arts de la scène d'expression française.

## Projets

### FrancoFête en Acadie
La FrancoFête en Acadie, fondée en 1996 dans la région de Moncton et organisée par RADARTS depuis 2001, est un événement pluridisciplinaire qui réunit des artistes francophones et des professionnels des arts de la scène dans le Canada atlantique. Elle sert de plateforme de promotion et de réseautage, offrant aux artistes l'occasion de présenter des extraits de leurs spectacles devant des délégués canadiens et internationaux. Les vitrines, principalement présentées à Dieppe et Moncton, permettent aux artistes de se faire connaître et de conclure des ententes pour des tournées futures. L'événement se termine par une remise de prix célébrant les talents acadiens.

### Prix RADARTS
Les Prix RADARTS sont des prix de reconnaissance remis annuellement lors de la FrancoFête en Acadie afin de souligner l’excellence et le professionnalisme de ses diffuseurs. Le prix Louis-Doucet est remis à un membre pour souligner la vision et le leadership, et le prix Cerf-volant est remis à une école ou à un district scolaire qui démontre de la créativité, de l’engagement et de l’innovation des pratiques pédagogiques et des activités culturelles.

### Le réseau scolaire Cerf-volant
Le réseau de diffusion scolaire Cerf-Volant, initié par RADARTS, établit depuis plus de 10 ans des partenariats entre les districts scolaires, les écoles et les artistes pour permettre de favoriser l’éveil, l’identification et l’engagement des élèves dans leur cheminement culturel. Le réseau propose des spectacles professionnels, accompagnés de guides pédagogiques, couvrant divers genres artistiques tels que la musique, le théâtre et la danse. Les objectifs du réseau sont l'éveil culturel des élèves, la promotion de l'identité acadienne et francophone et la présentation d'artistes francophones de l'Atlantique, tout en assurant un accès à des spectacles adaptés aux besoins scolaires.

## Membres
RADARTS compte actuellement 40 membres diffuseurs, incluant des diffuseurs communautaires, des sociétés culturelles, des festivals, et des écoles, notamment au sein du réseau scolaire Cerf-volant. Ce réseau coordonne environ 500 spectacles annuellement, à travers 30 tournées grand public et 12 tournées scolaires. Les services offerts par RADARTS incluent la formation, le réseautage, la représentation, ainsi que des initiatives pour le développement de l'auditoire. La liste des diffuseurs inclut :
- ARCf de Saint-Jean (Nouveau-Brunswick)
- Association communautaire francophone de Saint-Jean (Terre-Neuve-et-Labrador)
- Association du Centre communautaire de la Rive-Sud (Nouvelle-Écosse)
- Association francophone de la Vallée (Nouvelle-Écosse)
- Au Vieux Treuil (Québec)
- Carrefour communautaire Beausoleil Inc (Nouveau-Brunswick)
- Carrefour de L’Isle-Saint-Jean (Île-du-Prince-Édouard)
- Centre communautaire Sainte-Anne de Fredericton (Nouveau-Brunswick)
- Centre culturel de Caraquet (Nouveau-Brunswick)
- Centre des arts de la Confédération (Île-du-Prince-Édouard)
- Centre des arts et de la culture de Dieppe (Nouveau-Brunswick)
- Centre des arts La petite église - Service arts et culture, Ville d'Edmundston (Nouveau-Brunswick)
- Conseil communautaire du Grand-Havre (Nouvelle-Écosse)
- Conseil scolaire acadien provincial (Nouvelle-Écosse)
- District scolaire francophone Nord-Est – Péninsule acadienne (Nouveau-Brunswick)
- District scolaire francophone Nord-Est – Restigouche-Chaleur (Nouveau-Brunswick)
- District scolaire francophone Nord-Ouest (Nouveau-Brunswick)
- District scolaire francophone Sud (Nouveau-Brunswick)
- Fédération culturelle acadienne de la Nouvelle-Écosse (Nouvelle-Écosse)
- Festival acadien de Caraquet (Nouveau-Brunswick)
- La Belle-Alliance (Île-du-Prince-Édouard)
- La Coopérative de développement culturel et patrimonial de Mont-Carmel (Île-du-Prince-Édouard)
- La Maison de la Culture inc. (Nouveau-Brunswick)
- La Société culturelle de la grande région de Rogersville (Nouveau-Brunswick)
- Les productions le Moulin (Nouvelle-Écosse)
- Réseau culturel francophone de Terre-Neuve-et-Labrador (Terre-Neuve-et-Labrador)
- Société culturelle Centr’Art de Caraquet (Nouveau-Brunswick)
- Société culturelle de la Baie des Chaleurs (Nouveau-Brunswick)
- Société culturelle des Hauts-Plateaux (Nouveau-Brunswick)
- Société culturelle des Tracadilles (Nouveau-Brunswick)
- Société culturelle Nigawouek (Nouveau-Brunswick)
- Société culturelle régionale Les Chutes (Nouveau-Brunswick)
- Société culturelle régionale Nepisiguit (Nouveau-Brunswick)
- Société du Monument-Lefebvre (Nouveau-Brunswick)
- Théâtre Capitol (Nouveau-Brunswick)
- Théâtre l’Escaouette (Nouveau-Brunswick)
- Théâtre populaire d’Acadie (Nouveau-Brunswick)
- Université de Moncton (Nouveau-Brunswick)
- Village Bois-Joli (Nouveau-Brunswick)
- Village musical acadien (Île-du-Prince-Édouard)